# Euphorbia ebracteolata
Euphorbia ebracteolata är en törelväxtart som beskrevs av Bunzo Hayata. Euphorbia ebracteolata ingår i släktet törlar, och familjen törelväxter. Inga underarter finns listade i Catalogue of Life.